# Robert Charpentier
Robert Charpentier (født 4. april 1916 i Issy-les-Moulineaux, død 28. oktober 1966) var en fransk landevejscykelrytter, som vandt tre guldmedaljer ved OL 1936.

## Cykelkarriere
Charpentier fik smag for cykling, da han var i lære som slagter og bragte varer ud på cykel. Hans første resultater kom i 1934, hvor han vandt løbet Paris-Contres. Året efter blev han nummer to ved VM samt ved de franske mesterskaber i landevejsløb.
Han blev derpå udtaget til at repræsentere Frankrig ved OL 1936 i Berlin. Her stillede han op i holdforfølgelsesløbet på bane samt på landevejen. I holdforfølgelsesløbet besejrede Frankrig først Storbritannien i ny olympisk tid. I kvartfinalen vandt de over Ungarn og i semifinalen over værtsnationen Tyskland. Finalen blev et møde mellem Frankrig og Italien, der havde vundet guld ved de fire foregående olympiske lege. Men skønt løbet var tæt et godt stykke af vejen, trak franskmændene fra til sidst og sejrede med seks sekunder. Guy Lapébie, Jean Goujon og Roger Le Nizerhy udgjorde resten af det franske hold. I landevejsløbet, hvor der både blev kørt om individuelle placeringer og en holdkonkurrence, var der 99 ryttere til start, der for første gang blev afviklet samlet. Løbet var på 100 km på relativt fladt terræn og gav anledning til adskillige uheld og styrt. Løbet blev afgjort i en spurt, hvor omkring 40 ryttere var med, og guld og sølv blev afgjort mellem Charpentier og Lapébie med førstnævnte som vinder med en cykellængde, mens schweiziske Ernst Nievergelt sikrede sig bronze. I holdkonkurrencen vandt Frankrig også med de to øverste individuelle ryttere sammen med Robert Dorgebray (nummer fire). Her blev Schweiz nummer to, mens Belgien fik bronze.
Efter OL blev Charpentier professionel, men opnåede ikke større succes; karrieren blev blandt andet afbrudt af anden verdenskrig.